# Trauma Center: New Blood
Trauma Center: New Blood, é o terceiro jogo da série de jogos de video game de simulação de cirurgia, lançado exclusivamente para o Wii. New Blood é uma versão nova com opções que não foram disponibilizados nos títulos anteriores, incuindo modos cooperativos, rankings online, dialogos totalmente em voz e suporte a modo 16:9 widescreen.

## Recepção da crítica
O jogo recebeu por maioria boas críticas. Alguns elogiaram a introdução e novas opçoes na série, enquanto outros criticaram quanto a jogabilidade do modo campanha de um jogador.